# Sevnica
Sevnica (em alemão:  Lichtenwald) é um município da Eslovênia. A sede do município fica na localidade de mesmo nome.